# Куряпин, Анатолий Иванович
Анато́лий Ива́нович Куря́пин (23 августа 1932 — 18 августа 2014) — российский учёный-физик, кандидат физико-математических наук, профессор. Лауреат Государственной премии СССР.

## Биография
С отличием окончил Московский авиационный институт имени Серго Орджоникидзе.
В 1956—1978 гг. работал во ВНИИЭФ, с 1978 г. — в ОКБ «Радуга» (Владимир): заместитель начальника ОКБ по научной работе, с 1995 — главный научный сотрудник.
Также с 1997 г. профессор кафедры физики и прикладной математики Владимирского государственного университета.
Научные интересы: волоконно-оптические системы, лазерная техника.
Основные публикации:
- Аржанов В. П., Борович Б. Л., Зуев B.C., Катулин В. А., Кириллов Г. А., Кормер С. Б., Куряпин А. И., Носач О. Ю., Синицын М. В., Стойлов Ю. Ю. Йодный лазер с накачкой светом фронта ударной волны, создаваемой взрывом вещества. Квантовая электроника, т. 19, № 2,1992
- Ахтырченко Ю. В., Высоцкий Ю. П., Зуев В. Е., Копытин Ю. Д., Куряпин А. И., Покасов В. В. и др. Нелинейное энергетическое ослабление излучения импульсного С02-лазера в приземной атмосфере. Известия высших учебных заведений «Физика», XXVI, № 2, 1983 г.
- Кормер С. Б., Куряпин А. И., Синицын М. В. Неравновесное излучение ударно-сжатых ионных кристаллов при температурах выше 1 эв. ЖЭТФ, т. 55, № 5(11), 1626, 1968 г.

Лауреат Государственной премии СССР (1988) за создание и организацию производства новой техники. Лауреат премии Совета Министров СССР за работу в области квантовой электроники.